# Bailya
Bailya är ett släkte av snäckor. Bailya ingår i familjen valthornssnäckor.
Kladogram enligt Catalogue of Life:
| Bailya | \| \| Bailya anomalus \| \| \| \| \| \| Bailya intricata \| \| \| \| \| \| Bailya parva \| \| \| \| \| \| Bailya weberi \| \| \| \| |
|        | \| \| Bailya anomalus \| \| \| \| \| \| Bailya intricata \| \| \| \| \| \| Bailya parva \| \| \| \| \| \| Bailya weberi \| \| \| \| |
|        | Bailya anomalus |
|        | |
|        | Bailya intricata |
|        | |
|        | Bailya parva |
|        | |
|        | Bailya weberi |
|        | |

## Bildgalleri

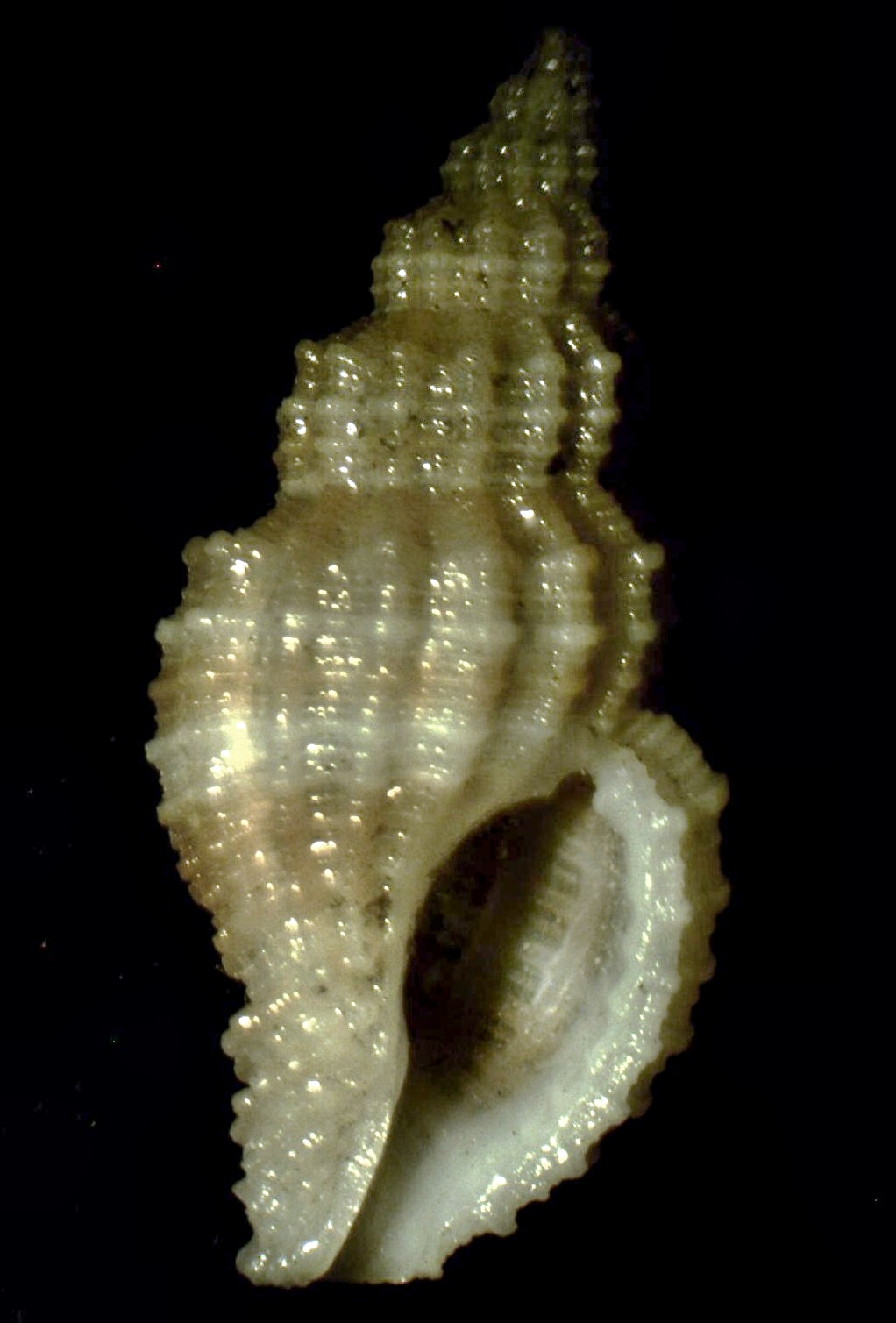